# Klwów (gemeente)
De gemeente Klwów is een landgemeente in het Poolse woiwodschap Mazovië, in powiat Przysuski.
De zetel van de gemeente is in Klwów.
Op 30 juni 2004 telde de gemeente 3467 inwoners.

## Oppervlakte gegevens
In 2002 bedroeg de totale oppervlakte van gemeente Klwów 90,46 km², waarvan:
- agrarisch gebied: 73%
- bossen: 21%

De gemeente beslaat 11,3% van de totale oppervlakte van de powiat.

## Demografie
Stand op 30 juni 2004:
| Omschrijving                   | Totaal | Totaal | Vrouwen | Vrouwen | Mannen | Mannen |
| ------------------------------ | ------ | ------ | ------- | ------- | ------ | ------ |
| eenheid                        | aantal | %      | aantal  | %       | aantal | %      |
| inwoners                       | 3467   | 100    | 1752    | 50,5    | 1715   | 49,5   |
| bevolkingsdichtheid (inw./km²) | 38,3   | 38,3   | 19,4    | 19,4    | 19     | 19     |

In 2002 bedroeg het gemiddelde inkomen per inwoner 1273,13 zł.

## Administratieve plaatsen (sołectwo)
Borowa Wola, Brzeski, Drążno, Głuszyna, Kadź, Klwów, Kłudno, Ligęzów, Nowy Świat, Podczasza Wola, Przystałowice Duże, Przystałowice Duże-Kolonia, Sady-Kolonia, Sulgostów, Ulów, Ulów-Kolonia

## Aangrenzende gemeenten
Nowe Miasto nad Pilicą, Odrzywół, Potworów, Rusinów, Wyśmierzyce